# Le Pont du roi Saint-Louis (film, 2004)
Cet article concerne un film de 2004. Pour le roman dont il est tiré, voir Le Pont du roi Saint-Louis. Pour la première adaptation littéraire, voir Le Pont du roi Saint-Louis (film, 1929). Pour le remake de 1944, voir Le Pont du roi Saint-Louis (film, 1944).
Pour plus de détails, voir Fiche technique et Distribution.
Le Pont du roi Saint-Louis (The Bridge of San Luis Rey) est un film hispano-britannico-français réalisé par Mary McGuckian, sorti en 2004.

## Synopsis
Le 20 juillet 1714, au Pérou, le pont du Roi Saint-Louis s'effondre soudain, emportant cinq victimes. Qui étaient ces voyageurs ? Est-ce le hasard ou la main de Dieu qui les a fait périr ensemble dans cette catastrophe ? Le frère Juniper (Gabriel Byrne) va tenter de résoudre cette énigme. Convaincu que cet incident est l'exemple parfait de la mécanique divine, le moine va démêler les vies pour mieux tenter de comprendre le mystère qui les liait…

## Fiche technique
- Titre : Le Pont du roi Saint-Louis
- Titre original : The Bridge of San Luis Rey
- Réalisation : Mary McGuckian
- Scénario : Mary McGuckian d'après le livre éponyme de Thornton Wilder
- Production : Jeff Abberley, Elvira Bolz, Michael Cowan, Craig Darian, Sixto García, Samuel Hadida, Victor Hadida, Peter James, Howard G. Kazanjian, Garrett McGuckian, Mary McGuckian, Denise O'Dell, Jason Piette et James Simpson
- Musique : Lalo Schifrin
- Photographie : Javier Aguirresarobe
- Montage : Kant Pan
- Pays :  Royaume-Uni,  Espagne et  France
- Format : couleur
- Genre : drame, historique et romance
- Durée : 120 minutes
- Date de sortie : 2004

## Distribution
- F. Murray Abraham (VF : Roger Mollien) : vice-roi du Pérou
- Kathy Bates (VF : Denise Metmer) : la Marquise
- Gabriel Byrne (VF : Gabriel Le Doze) : Frère Juniper
- Géraldine Chaplin : la Mère abbesse
- Robert De Niro (VF : Jacques Frantz) : archevêque de Lima
- Émilie Dequenne : Doña Clara
- Samuel Le Bihan : le mari de Doña Clara
- Harvey Keitel (VF : Bernard-Pierre Donnadieu) : oncle Pio
- Pilar López de Ayala (VF : Marie-Laure Dougnac) : Camila Villegas (La Périchole)
- John Lynch (VF : François Siener) : capitaine Alvarado
- Dominique Pinon : le dandy
- Jim Sheridan : Roi d'Espagne
- Javier Conde : tueur de Camila